# فلیکس بالزر
فلیکس بالزر (فرانسوی: Félix Balzer‎؛ ‏ ۴ آوریل ۱۸۴۹ – ۱۵ مارس ۱۹۲۹) پزشک و متخصص آسیب‌شناسی و بیماری‌های پوست و مو اهل فرانسه بود.
وی در سال ۱۸۸۴ شرح اولیه‌ای از سودوزانتوما الاستیکوم ارائه نمود. همچنین ابداع واژه «آدنوم سباسئوم» برای توصیف راش‌های برجستهٔ پوست صورت در توبروز اسکلروزیس از کارهای اوست. البته بعدها معلوم شد که این نام‌گذاری صحیح نیست، چون این ضایعات جلدی نه آدنوم هستند و نه از غدد چربی پوست نشأت می‌گیرند.
وی همچنین برندهٔ جوایزی همچون لژیون دونور شده‌است.